# Heribert Schmitz (Theologe, 1932)
Prälat Heribert Schmitz (* 15. Januar 1932 in Warburg; † 12. August 2013) war ein katholischer Theologe. Er war von 1980 bis 2007 Domkapitular am Paderborner Dom.

## Leben
Nach seinem Theologiestudium in Paderborn, Münster und an der Päpstlichen Universität Gregoriana wurde Heribert Schmitz am 10. Oktober 1959 in Rom zum Priester geweiht. Dort promovierte er 1964 im Fach Dogmatik. Zurück im Heimatbistum wurde er zunächst von 1964 bis 1966 als Vikar in Erwitte und bis 1971 als Subregens des Erzbischöflichen Priesterseminars in Paderborn eingesetzt. Dessen Leitung (Regens) wurde ihm vom Erzbischof Lorenz Kardinal Jaeger anvertraut, welches er knapp über zwei Jahrzehnte ausübte. Zugleich war er bis 2004 für die Ausbildung und Begleitung der Ständigen Diakone und als Gehörlosenseelsorger im Erzbistum Paderborn beauftragt. Von 1980 bis 2007 war er Mitglied des Paderborner Metropolitankapitels, in dem er seit 1990 als Domdechant am Paderborner Dom wirkte. 1993 bis 2007 war er wirklicher Geistlicher Rat und Referatsleiter für die Liturgie im Generalvikariat tätig. Auch um die wissenschaftliche Aufarbeitung der Liborius-Verehrung in Europa hat er sich verdient gemacht.

## Ehrungen
- Päpstlicher Ehrenprälat (1977)
- Apostolischer Protonotar (2005)